# Swertia cuneata
Swertia cuneata är en gentianaväxtart som beskrevs av Nathaniel Wallich. Swertia cuneata ingår i släktet Swertia och familjen gentianaväxter. Utöver nominatformen finns också underarten S. c. asterocalyx.